# Shihe (Xinyang)
Shihe (chinesisch 浉河区, Pinyin Shīhé Qū) ist ein Stadtbezirk der bezirksfreien Stadt Xinyang in der chinesischen Provinz Henan. Er hat eine Fläche von 1.783 km² und zählt ca. 672.500 Einwohner (Stand: Ende 2018).

## Administrative Gliederung
Auf Gemeindeebene setzt sich Shihe aus neun Straßenvierteln, fünf Großgemeinden und vier Gemeinden zusammen. Diese sind:
- Straßenviertel Hudong (湖东街道), Regierungssitz des Stadtbezirks;
- Straßenviertel Chezhan (车站街道);
- Straßenviertel Jinniushan (金牛山街道);
- Straßenviertel Laocheng (老城街道);
- Straßenviertel Minquan (民权街道);
- Straßenviertel Nanwan (南湾街道);
- Straßenviertel Shuangjing (双井街道);
- Straßenviertel Wulidun (五里墩街道);
- Straßenviertel Wuxing (五星街道);
- Großgemeinde Dongjia (董家河镇);
- Großgemeinde Dongshuanghe (东双河镇);
- Großgemeinde Lijiazhai (李家寨镇);
- Großgemeinde Shihegang (浉河港镇);
- Großgemeinde Wujiadian (吴家店镇);
- Gemeinde Liulin (柳林乡);
- Gemeinde Shisanliqiao (十三里桥乡);
- Gemeinde Tanjiahe (谭家河乡);
- Gemeinde Youhe (游河乡).